# Ronnie Lee Gardner
Ronnie Lee Gardner (16 de janeiro de 1961 - 18 de junho de 2010) foi um criminoso norte-americano condenado por roubo e assassinato que foi executado por fuzilamento pelo estado de Utah em 18 de junho de 2010. A sua execução foi a primeira por fuzilamento nos Estados Unidos, no período de 14 anos.